# Fútbol Club Barcelona (hockey sobre patines)
La sección de hockey sobre patines del Fútbol Club Barcelona fue fundada en 1942. Es la segunda sección profesional más laureada de la entidad y el club de hockey sobre patines más premiado a nivel nacional, europeo y mundial.

## Historia
La sección de hockey patines del F. C. Barcelona se fundó de manera oficial el día 1 de junio de 1942, a pesar de que un año después desapareció debido a los problemas para conseguir una pista propia.
No fue hasta 1948 cuando reapareció, en el preciso momento en que se alquiló la Pista Gran Vía. A lo largo de los siguientes años, y hasta el principio de la década de los 60s, el equipo de hockey patines azulgrana logró mantenerse en la lucha por la primacía estatal. Pero el año 1963, la sección entró en una crisis que se prolongaría hasta siete años a causa de un recorte del presupuesto que el club destinaba a las secciones.

### Una época excepcional
El año 1970, Josep Lorente, exjugador azulgrana, se hizo cargo de la dirección técnica del F. C. Barcelona. Con Lorente al frente del banquillo barcelonista, se hizo una renovación profunda de la plantilla, que rápidamente obtuvo los resultados deseados. Desde 1972 hasta 1987, la sección de hockey patines logró levantar, como mínimo, un título cada temporada, con la excepción del ejercicio realizado en la temporada 1975-76. Eso sería solo el inicio de una época dorada que tuvo su máximo esplendor en la campaña 1977-78, cuando el conjunto azulgrana se imponía en prácticamente todas las competiciones que disputaba, tanto a nivel estatal como europeo. Prueba de estos buenos resultados son las 10 Copas de Europa que sumó la sección, ocho de estas fueron ganadas entre 1978 y 1985.

### Cambios y sequía de títulos
Esta racha de buenos resultados se vio frenada el año 1987, a causa en buena parte de la falta de relevo generacional de los jugadores más determinantes de la plantilla y, al mismo tiempo, de la política de refuerzos de los conjuntos rivales. Ante esta situación, ya a finales de la temporada 1987-88, Josep Lorente abandonó la dirección técnica del equipo. El balance era muy positivo: 39 títulos en 17 años. Con él se fueron también algunos jugadores. Jordi Vila-Puig se retiró, Josep Enric Torner y Joan Torner ficharon por el C. E. Noia y Joan Carles lo hizo por el Igualada H. C.. Aquel año comenzó la sequía de títulos del F. C. Barcelona, que duraría 5 años, hasta la temporada 1993-94, cuando el Barça ganó la Copa del Rey ante el Liceo de la Coruña.

### Con Carlos Figueroa, en primera línea
Un año después, José Luis Páez y Roberto Roldán llegaron al club azulgrana. Al finalizar la temporada, Carlos Figueroa como entrenador y los jugadores David Gabaldón y Carles Folguera completaron la plantilla, convirtiéndose en los máximos favoritos de todas las competiciones. De esta manera el Barça cumplió las expectativas y ganó la Liga 1995-96. La temporada siguiente, la racha de buenos resultados continuó y los azulgranas ganaron la Liga Europea. En la campaña 1997-98 se conquistaron tanto la Liga como la Supercopa de Europa y la primera edición de la Intercontinental Cup, disputada contra el F. C. Porto.
La temporada 1998-99, el año del centenario del club azulgrana, todos los equipos de las secciones profesionales, incluida la de hockey patines, ganaron sus ligas respectivas. También se mantuvieron los buenos resultados el año siguiente -cuando ganaron la primera Copa Ibérica, la Copa del Rey, la Liga y la Liga Europea- y la 2000-01, que se cerró con un balance también muy positivo, con victorias ligueras, Liga Europea, Supercopa de Europa y Copa Ibérica.

### Quim Paüls toma el relevo
En este punto álgido del hockey, la temporada 2003-04, Gaby Cairo abandonó el hockey patines. Le siguió pronto Carlos Figueroa, que en el último año como entrenador consiguió todos los títulos que había en juego. Su relevo, la temporada 2005/2006, en el banquillo barcelonista fue Quim Paüls, exjugador y hasta entonces siempre vinculado a la sección. Con él, el equipo continuó abonado a las victorias. Y es que a lo largo de cuatro temporadas durante las cuales dirigió el banquillo barcelonista, la sección de hockey patines alcanzó un palmarés excepcional: 4 OK Ligas; 2 Ligas Europeas; 2 Copas Intercontinentales; 3 Supercopas de España; 4 Copas Continentales; 1 Copa del Rey y 1 Copa CERS.

### Un período de altibajos
En el curso 2009-10, Quim Paüls volvía a la secretaría técnica de la sección, un cargo que ya había ejercido con anterioridad, y dejaba su lugar a Ferran Pujalte, que asumió el reto exigente del éxito. Y es que la sección de hockey patines llevaba 12 años consecutivos consiguiendo el título de Liga. Pujalte dejó de ser entrenador al final de la temporada 2010-2011, y Gaby Cairo fue nombrado entrenador. En la temporada 2011-2012 el equipo entrenado por Gaby Cairo consiguió la Supercopa de España,
la Copa del Rey, y la OK Lliga. Sin embargo, en la temporada 2012-2013 debido a los malos resultados (eliminación en semifinales de la Copa del Rey 2013 ante el Moritz Vendrell por un contundente 7-3 y la segunda posición con ocho puntos de desventaja ante el Coinasa Liceo en la OK Liga 2012-2013), Gaby Cairo presentó la dimisión que fue aceptada por el club, y hasta el final de la temporada se hizo cargo del equipo el segundo entrenador Ricard Muñoz.

### Una época de consolidación de éxitos
El técnico Ricard Muñoz inició una gran trayectoria al frente del equipo. En la temporada 2013-2014 ganó la Supercopa de España, la Liga Europea (la vigésima de la sección) y una OK Liga (la 25ª de la sección). En la temporada 2014-2015 ganó la Supercopa de España (la octava de la sección y la cuarta de manera consecutiva), la Copa Intercontinental (la cuarta de la sección), la OK Liga (la 26ª de la sección y la segunda consecutiva), y la Liga Europea (la 21.ª y la segunda consecutiva). En el período de las cuatro temporadas y media que fue el entrenador, el equipo ganó 13 títulos (2 Copas del Rey, 3 Supercopas de España, 2 Ligas Europeas, 1 Copa Continental, 1 Copa Intercontinental y 4 Ok Ligas).
En junio de 2017 se anuncia el relevo de Ricard Muñoz del banquillo azulgrana, siendo sustituido por su, hasta entonces, segundo entrenador Edu Castro. En la primera temporada el equipo ganó la Supercopa de España, la Copa del Rey, la Ok Liga, y la Liga Europea, y en el inicio de la segunda temporada completó todos los títulos al ganar la Liga Catalana, la Copa Continental y la Copa Intercontinental.
En la temporada 2020-21, además de ganar la OK Liga, la plantilla azulgrana también superó el récord goleador de la OK Liga con un total de 208 goles en 30 encuentros (6,9 de media). Este registro superó los 207 goles del propio Barça en la temporada 2013/14, que era la mejor marca desde la creación de la actual OK Liga (2002/03).

## Palmarés

### Torneos internacionales (52)

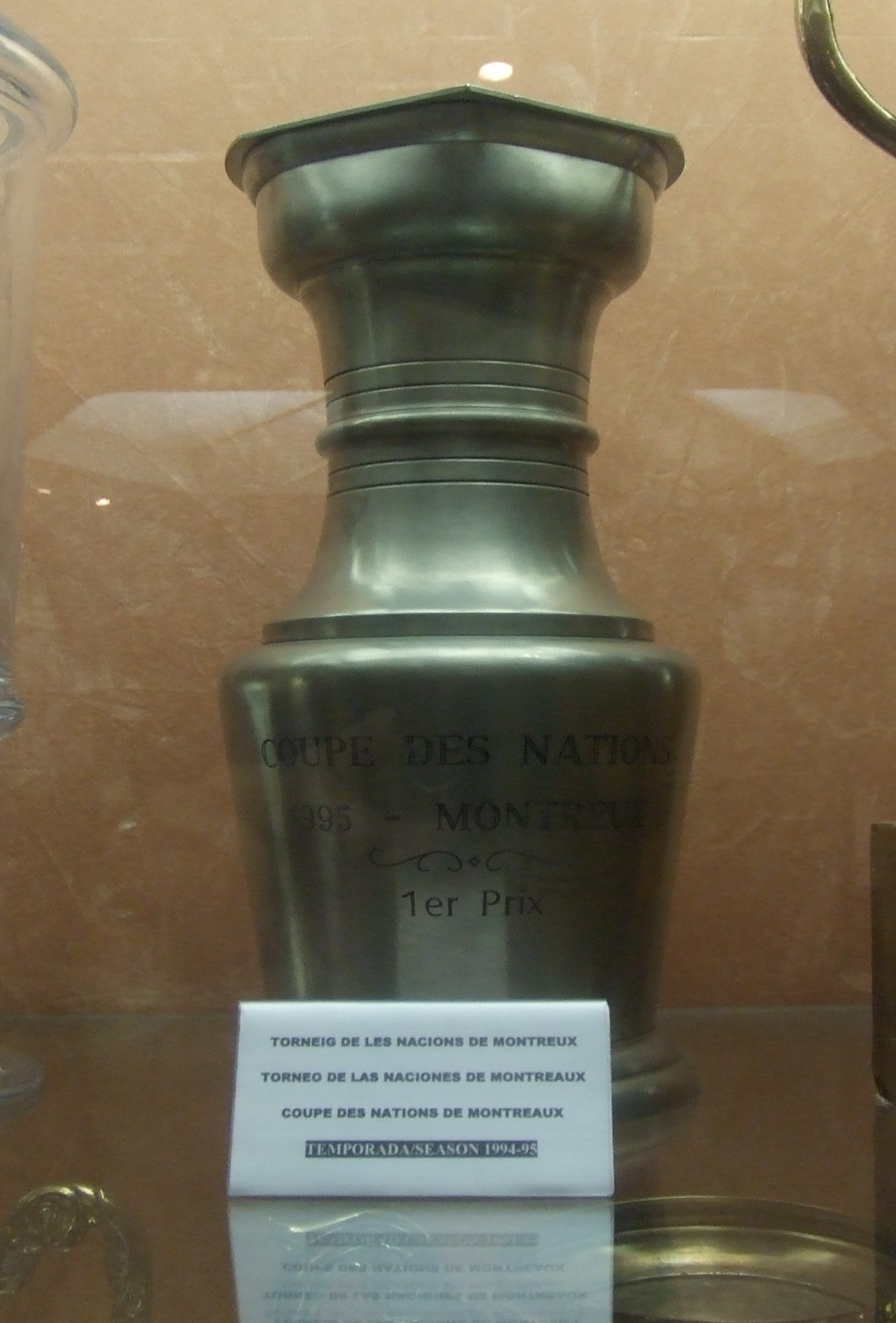
Coupe des Nations Montreux

| Competición | Títulos | Subcampeonatos         |
| --- | --- | ---------------------- |
| Copa Intercontinental (7/1) a partir del año 2018 también se disputa Campeonato Mundial de Clubes de Hockey Patines (desde el año 2018 la disputan los dos primeros de cada copa continental de clubes del año en curso) | 1983, 1998, 2006, 2008, 2014, 2018, 2024 (Récord)                                                                                           | 1986                   |
| Copa de Europa (22/4) | 1973, 1974, 1978, 1979, 1980, 1981, 1982, 1983, 1984, 1985, 1997, 2000, 2001, 2002, 2004, 2005, 2007, 2008, 2010, 2014, 2015, 2018 (Récord) | 1975, 1976, 1996, 2012 |
| Recopa de Europa (1/0) | 1987 |                        |
| Copa de la CERS (1/1) | 2006 | 1990                   |
| Copa Continental (18/2) | 1980, 1981, 1982, 1983, 1984, 1985, 1997, 2000, 2001, 2002, 2004, 2005, 2006, 2007, 2008, 2010, 2015, 2018 (Récord)                         | 1987, 2015             |
| Copa Ibérica (3/0) | 2000, 2001, 2002 (Récord) |                        |
| Torneo Ciudad de Vigo (6/2) (No oficial) | 1996, 1997, 2000, 2001, 2004, 2007 | 2002, 2003             |
| Copa de las Naciones de Montreaux (3/0) (No oficial) | 1978, 1980, 1995 |                        |

### Torneos nacionales (74)
| Competición                | Títulos | Subcampeonatos                                                                     |
| -------------------------- | --- | ---------------------------------------------------------------------------------- |
| OK Liga (34/9)             | 1974, 1977, 1978, 1979, 1980, 1981, 1982, 1984, 1985, 1996, 1998, 1999, 2000, 2001, 2002, 2003, 2004, 2005, 2006, 2007, 2008, 2009, 2010, 2012, 2014, 2015, 2016, 2017, 2018, 2019, 2020, 2021, 2023, 2024 (Récord) | 1972, 1975, 1983, 1986, 1987, 1994, 1995, 1997, 2013                               |
| Copa del Rey (26/14)       | 1953, 1958, 1963, 1972, 1975, 1978, 1979, 1981, 1985, 1986, 1987, 1994, 2000, 2002, 2003, 2005, 2007, 2011, 2012, 2016, 2017, 2018, 2019, 2022, 2023, 2024 (Récord)                                                 | 1955, 1956, 1957, 1960, 1969, 1974, 1977, 1980, 1984, 2006, 2009, 2014, 2015, 2021 |
| Supercopa de España (14/6) | 2004, 2005, 2007, 2008, 2011, 2012, 2013, 2014, 2015, 2017, 2020, 2022, 2023, 2024 (Récord) | 2006, 2009, 2010, 2018, 2019, 2021                                                 |

### Torneos regionales (10)
| Competición                  | Títulos                                                 | Subcampeonatos   |
| ---------------------------- | ------------------------------------------------------- | ---------------- |
| Liga Catalana (8/3)          | 1995, 1996, 1997, 1998, 2019, 2020, 2021, 2022 (Récord) | 1994, 2016, 2024 |
| Campeonato de Cataluña (2/0) | 1957, 1960                                              |                  |

## Jugadores

### Plantilla 2025-2026
Actualizada el 20 de febrero de 2024 
Nota: Las banderas indican la selección nacional con la que los jugadores pueden ser convocados. En algunos casos podría no coincidir con su nacionalidad real.
| Nº |                      | Posición | Jugador                   |
| -- | -------------------- | -------- | ------------------------- |
| 10 | Bandera de España    | P        | Sergi Fernández (Capitán) |
| 58 | Bandera de España    | P        | Carles Grau               |
| 3  | Bandera de España    | C        | Ignacio Alabart           |
| 4  | Bandera de Argentina | C        | Matías Pascual            |
| 26 | Bandera de España    | C        | Xavi Barroso              |
| 55 | Bandera de España    | C        | Sergi Aragonès            |
| 7  | Bandera de Argentina | DL       | Pablo Álvarez             |
| 24 | Bandera de España    | DL       | Ferran Font               |
| 28 | Bandera de España    | DL       | Marc Grau                 |
| 44 | Bandera de España    | DL       | Sergi Llorca              |
| 72 | Bandera de España    | DL       | Eloi Cervera              |

## Dorsales retirados
Alberto Borregán (21), Aitor Egurrola (1)

## Jugadores y entrenadores históricos
- Manuel Chercoles, Josep Lorente, Jordi Vila-Puig, Josep E.Torner, Joan Torner, Joan Carles, José Luis Páez, David Páez, Roberto Roldán, Carlos Figueroa, David Gabaldón, Carles Folguera, Gaby Cairo, Quim Paüls, Ramon Benito, Carles Trullols, Sergi Centell, Héctor Venteo, Jordi Villacorta, Joan Ayats, Alberto Borregán, Ferran Pujalte, Albert Martinell